# 古郷秀一
古郷 秀一（ふるごう しゅういち、1952年（昭和27年） - ）は、日本の栃木県益子町出身の彫刻家である。

## 経歴
1952年（昭和27年）、 栃木県芳賀郡益子町に生まれる
。
栃木県立真岡高等学校を卒業後
、1978年（昭和53年）、東京芸術大学彫刻科を卒業
し、同大大学院に進み、1980年（昭和55年）に大学院を修了した後から、日本国際美術館賞受賞、ヘンリー・ムーア大賞展佳作賞受賞など、数多くの展覧会に出品。
1983年（昭和58年）、東京芸術大学大学院博士課程を修了する
後も数多くの展覧会に出品し、東京都や神奈川県などで個展を多数開催した。
1985年（昭和60年）に横浜から山林に囲まれた故郷の益子に戻りアトリエを建て、活動の場とする。
1988年（昭和63年）の9月からは文化庁派遣芸術家在外研修員としてニューヨークに在住し研究に勤しんだ
。
了徳寺大学非常勤講師を務め、授業の一つである「芸術表現Ⅰ（造形の感性と創造）」の講師の一人を務めた。
数多くの展覧会に出品し、グループ展や個展などを多数開催した。

## 作品
作品は東京国立近代美術館、東京都現代美術館、原美術館、栃木県立美術館、美ヶ原高原美術館、ノートン美術館、益子陶芸美術館などに収蔵され、展示されている。以下に作品の例を挙げる。
空間の中にある彫刻の在り方を探るように製作に取り組み、初期作品は鉄を用いた作品群を製作。重々しいはずの鉄が、扱い方により軽快なものに変化していく。そして「錆びる」という自然現象でさえ、朽ち果てていく様を人間的であると捉え、錆びた鉄の赤い色を大地のように感じ、鉄を温もりのあるものであると感じて扱っていた。
- 『たわみ』：東京都現代美術館[6][7]、栃木県立美術館[8]、益子陶芸美術館[11]など[13]。

古郷の最初期の作品群である。鉄板の自重により「たわむ」姿、それ自体を作品とした。各収蔵美術館により少しずつ形状が異なる。
- 『限定と無限定』：東京国立近代美術館[3][14]、益子陶芸美術館[11][12]、山口県宇部市常盤公園[15][16]など[17]。
- 『環・景－Ⅰ』[15]
- 『木韻Ⅱ』[18]
- 『木の回廊 Ⅷ』[19]